# Adam Mikucki
Adam Mikucki (ur. 14 listopada 1892, zm. ?) – polski prawnik i urzędnik konsularny.
Uzyskał tytuł doktora praw. W 1920 został przyjęty do polskiej służby zagranicznej; odbył służbę wojskową (1920–1921), zatrudniony w Departamencie Polityczno-Ekonomicznym MSZ (1921–1923), pełnił funkcję wicekonsula w Paryżu (1923–1925), w Hawrze (1925–1926), ponownie w Paryżu (1926), wicekonsula/konsula w Lille (1926–1930), konsula/kier. kons. w Lyonie (1930–1931), kons. w Tuluzie (1931–1933), radcy min. w Departamencie Polityczno-Ekonomicznym MSZ (1933–1935), kier. kons. w Bukareszcie (1935–1940).